# Horodňa
Horodňa (ukrajinsky Городня; rusky Городня – Gorodňa) je město v Černihivské oblasti na Ukrajině. Po administrativně-teritoriální reformě z července 2020 patří do Černihivského rajónu, do té doby byla centrem Horodeňského rajónu. Leží na potoce Čybryž v roce 2020 zde žilo 11 852 obyvatel.
Horodňa je městem od roku 1957.